# Zur Zeit
Zur Zeit (ZZ) ist eine österreichische Wochenzeitung mit deutschnationaler Ausrichtung, die vom ehemaligen EU-Parlamentarier und FPÖ-Funktionär Andreas Mölzer und dem früheren ORF-Chefredakteur und nunmehrigen FPÖ-Bezirkspolitiker Walter Seledec herausgegeben wird.

## Fakten
Die Zeitung wurde 1997 von Andreas Mölzer und Walter Tributsch nach dem Vorbild der deutschen Jungen Freiheit (JF) gegründet, in der es seit 1992 eine Österreich-Seite gab. Seit 1995 erschien eine eigene Österreich-Ausgabe der JF, in der vier Seiten zu speziellen Themen der Alpenrepublik von österreichischen JF-Autoren erstellt wurden, der Rest jedoch von dem Berliner Blatt übernommen wurde. 1997 kam die erste vollständig eigenständige Ausgabe unter der Bezeichnung Zur Zeit auf den Markt. Seitdem erscheint sie wöchentlich in einer Auflage von etwa 22.000 Stück. Eigentümer der Zeitung ist der W3-Verlag, an dem neben Mölzer und Tributsch unter anderem auch die Junge Freiheit sowie der Münchner Verleger Herbert Fleissner und der österreichische Verleger Peter Weiß beteiligt waren bzw. sind.
Die Zeitung wird in Pressburg gedruckt, die Redaktion befindet sich im dritten Wiener Gemeindebezirk.
Im September 2007 kündigte die Junge Freiheit die Kooperation mit Zur Zeit auf. Dies geschah aus Protest, da die deutsche NPD zu Verhandlungen über die Bildung der von Mölzer unterstützten europäischen Rechtsfraktion ITS eingeladen wurde.

### Blattlinie
Auszug aus der laut österreichischem Mediengesetz veröffentlichten Blattlinie:
„…das konsequente Eintreten gegen die political correctness, gegen das Prinzip Heuchelei und gegen den linken Tugendterror, der mit der Faschismuskeule unabhängiges Denken und Publizieren verhindern möchte.“
Laut dem Sozialwissenschafter Oliver Geden versucht Zur Zeit mit der Auswahl seiner Interviewpartner und Autoren zum Teil einen Brückenschlag ins politisch konservative Lager, zugleich liege aber ein überdeutliches Naheverhältnis zur FPÖ vor. Letzterer würde sich auch fast ausschließlich die tagespolitische Berichterstattung widmen. Die Partei würde im Gegenzug regelmäßig großflächige Anzeigen schalten. Die Herausgabe einer dem österreichischen Innenminister Herbert Kickl gewidmeten Sondernummer im Jahr 2018 begründete „Zur Zeit“ damit, dass dies „natürlich auch so etwas wie eine Solidaritätsadresse gegenüber dem wohl am heftigsten angefeindeten Minister der neuen Mitte-Rechts-Regierung“ sei. Kickl sei „zur Symbolfigur dafür geworden, dass diese aus ÖVP und FPÖ gebildete Mitte-Rechts-Regierung tatsächlich gewillt und in der Lage ist, das Land einer wertkonservativen Reform zu unterziehen. Und dafür hat er unsere Unterstützung.“

### Rechtsextreme, rassistische und antisemitische Inhalte
Das Dokumentationsarchiv des Österreichischen Widerstandes bezeichnete Zur Zeit im Jahr 2001 als „publizistisches Bindeglied zwischen Konservativismus und Rechtsextremismus“. Bereits kurz nach der Gründung der Zeitung sorgte Zur Zeit 1997 mit einem antijudaistischen Artikel des Theologen Robert Prantner erstmals für Debatten, in dem er mittelalterliche Ritualmordlegenden verbreitete. In den folgenden Jahrzehnten sorgten in der Zeitung publizierte Beiträge mehrfach für öffentliches Aufsehen und Kritik. In einer im Jahr 2000 erschienenen Ausgabe von Zur Zeit wurde etwa mit einem unter einem Pseudonym verfassten Artikel ein „Ende der Vergangenheitsbewältigung“ (der Auseinandersetzung mit den NS-Verbrechen) gefordert. 2001 wurde ein Autor von Zur Zeit wegen NS-Wiederbetätigung zu einer bedingten Haftstrafe von einem Jahr verurteilt. Er hatte in einer 1999 erschienenen Ausgabe von Zur Zeit nationalsozialistische Verbrechen geleugnet und grob verharmlost, Adolf Hitler als „großen Sozialrevolutionär“ und dessen Stellvertreter Rudolf Heß als „kühnen Idealisten“ bezeichnet. Ein 2004 publizierter antisemitischer Artikel enthielt die NS-Parole „Deutschland, erwache!“. 2010 wurde in einer Buchbesprechung in Zur Zeit behauptet, der Zweite Weltkrieg sei „hauptsächlich von London und Washington betrieben“ worden, „um ein wirtschaftlich erstarktes Deutschland noch dazu unter diktatorischer Staatsführung, zu verhindern“. Adolf Hitler sei ein „Getriebener“ gewesen, der „rundum von gierigen Mächten eingekesselt gewesen“ sei. In einer 2014 erschienenen Ausgabe von Zur Zeit wurde der Fußballspieler David Alaba als „pechrabenschwarz“ verunglimpft. In einer 2018 veröffentlichten Ausgabe wurde unter anderem die Einführung von „Arbeitshäusern“, „Korrektionsmöglichkeiten“ in Polizei-Wachzimmern, die Abschaffung „unnötiger Studienrichtungen“ und die Säuberung des ORF von „linksextremen Elementen“ gefordert. Nach öffentlicher Kritik an dem Artikel distanzierte sich Zur Zeit von diesem. Dieser sei als „Brutal-Satire“ gedacht gewesen und aus Versehen ins Blatt gerutscht. Die Verleihung eines Medienpreises an Zur Zeit durch das FPÖ-nahe Franz-Dinghofer-Institut wurde dennoch abgesagt. Im Dezember 2018 wurde Zur Zeit nachträglich im „Haus der Heimat“ des VLÖ der Dinghofer-Preis verliehen. Reinhard Olt, der die Laudatio hielt, bezeichnete Zur Zeit als „Gegengift gegen die toxische Wirkung“ der „Auswirkungen der Political Correctness“.

## Zur Zeit und die FPÖ
In den ersten Jahren nach der Gründung galt Zur Zeit als sehr loyal gegenüber der FPÖ. Später begann die Zeitung immer häufiger Kritik an der Politik der Partei zu üben. Als sich die FPÖ mit der ÖVP von 2001 bis 2005 in einer Regierungskoalition befand, sah sich die Zeitung als rechtsintellektuelles Gewissen der Partei, das Entscheidungen kritisierte und reflektierte.
Hochrangige FPÖ-Politiker wie Barbara Rosenkranz und John Gudenus schrieben für die Zeitung. Im Kontext der der Knittelfelder FPÖ-Versammlung 2002 folgenden Parteikrise der FPÖ fiel Zur Zeit massiv in der Gunst der Partei. Wegen eines kritischen Artikels zur Lage der Partei wurde der Herausgeber Mölzer im März 2005 aus der FPÖ Kärnten ausgeschlossen, verblieb aber nach der Spaltung der Partei bei der FPÖ. Nach der Abspaltung stellte sich Mölzers Blatt demonstrativ hinter den neuen FPÖ-Obmann Heinz-Christian Strache. Strache erhielt die Möglichkeit, in mehreren Publikationen von Zur Zeit zu seinen politischen Haltungen ausführlich Stellung zu beziehen.